# 保守革命
保守革命（英語：Conservative Revolution），是由瑞士思想史家亞民·莫勒爾（Armin Mohler）所提出來的至今極具爭議的集合概念，用於指稱在魏瑪共和國時期成長起來的意識形態潮流及這些潮流中的代表人物。總的來說，這些人有著十分強烈反自由、反民主與反平等的意識形態思想。他們的右派保守主義（Rechtskonservatismus）與傳統意義上德國中央黨或者德意志民族人民黨的保守主義概念有著本質上的不同，其思想也並沒有體現在某一個政黨綱領上。保守革命在歷史科學上常常與納粹主義聯繫在一起。然而，由于该术语所概述的对象具有很强的异质性，因此对其运用仍存在一定争议.。
近些年德國出現的新右派（Neue Rechte）的擁護者們又重新將保守革命看作為他們的意識形態樣本。